# 伊賀国
伊賀国（いがのくに）は、かつて日本の地方行政区分だった令制国の一つ。東海道に属する。

## 歴史
律令制以前
律令制以前は伊賀国造の領域であったとされる。
飛鳥時代
令制国設置に伴い当国域をも含む伊勢国が成立し、その後680年（天武天皇9年）に伊勢国から分立した。当初は2郡だったが、後に阿拝郡、山田郡、伊賀郡、名張郡の4郡になった。
室町時代・安土桃山時代
おおむね仁木氏が伊賀守護をつとめたが、支配力は緩く、地侍による自治が進むが、織田氏により制圧された（天正伊賀の乱）。
第二次天正伊賀の乱ののち、伊賀3郡を織田信雄が、残りの1郡を織田信包が領することになった。
この頃に600を越える土塁付の屋敷が作られ、忍者の発生へとつながった。徳川家康が「神君伊賀越え」を実行したことでも知られる。
江戸時代
江戸時代には藤堂家の領国の一部となり、伊賀国一帯は伊勢津藩の領土となった。

### 近世以降の沿革
- 「旧高旧領取調帳」の記載によると、明治初年時点では国内の全域が伊勢津藩領であった。（197村・110,843石余）
  - 阿拝郡（69村・45,229石余）、山田郡（26村・17,775石余）、名張郡（41村・17,539石余）、伊賀郡（61村・30,298石余）
- 明治4年
  - 7月14日（1871年8月29日） - 廃藩置県により津県の管轄となる。
  - 11月22日（1872年1月2日） - 第1次府県統合により安濃津県の管轄となる。
- 明治5年3月17日（1872年4月24日） - 安濃津県が改称して三重県となる。

## 国内の施設

### 国府

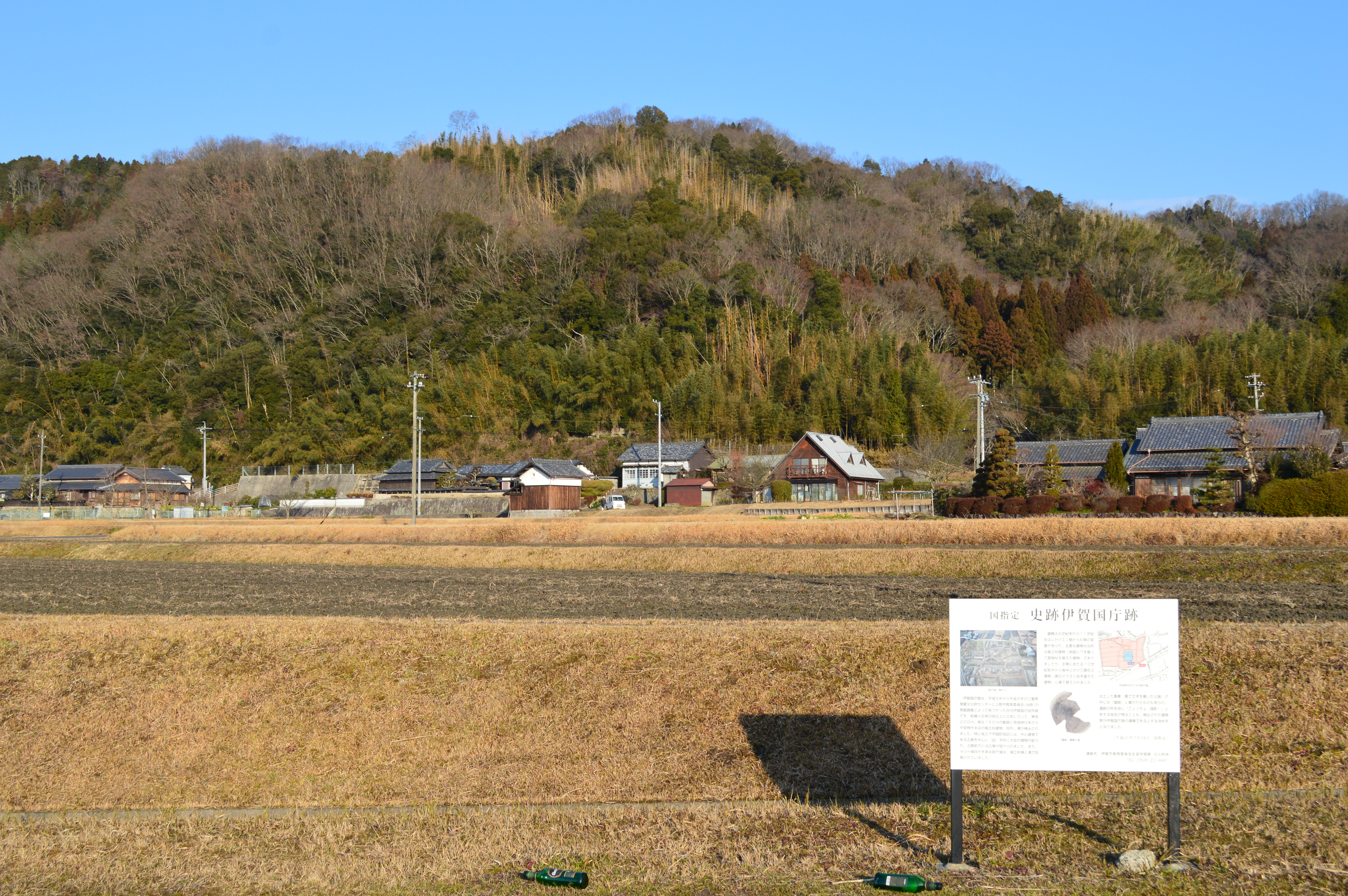
伊賀国庁跡（伊賀市坂之下）

国府は阿拝郡に所在した。現在の伊賀市坂之下字国町にあたる（北緯34度48分9.05秒 東経136度9分28.46秒 / 北緯34.8025139度 東経136.1579056度）。1989年（平成元年）から1994年（平成6年）にかけての発掘調査により、I-IV期に分類される8世紀末から11世紀半ばにかけての遺構とともに、「国厨」の墨書を有する土器が検出された。政庁域は40メートル強四方で、主要建物群として正殿・前殿・左右脇殿の「品」字状の配置が認められている。これらの遺構は、2009年（平成21年）7月23日に「伊賀国庁跡」として国の史跡に指定された。

### 国分寺・国分尼寺

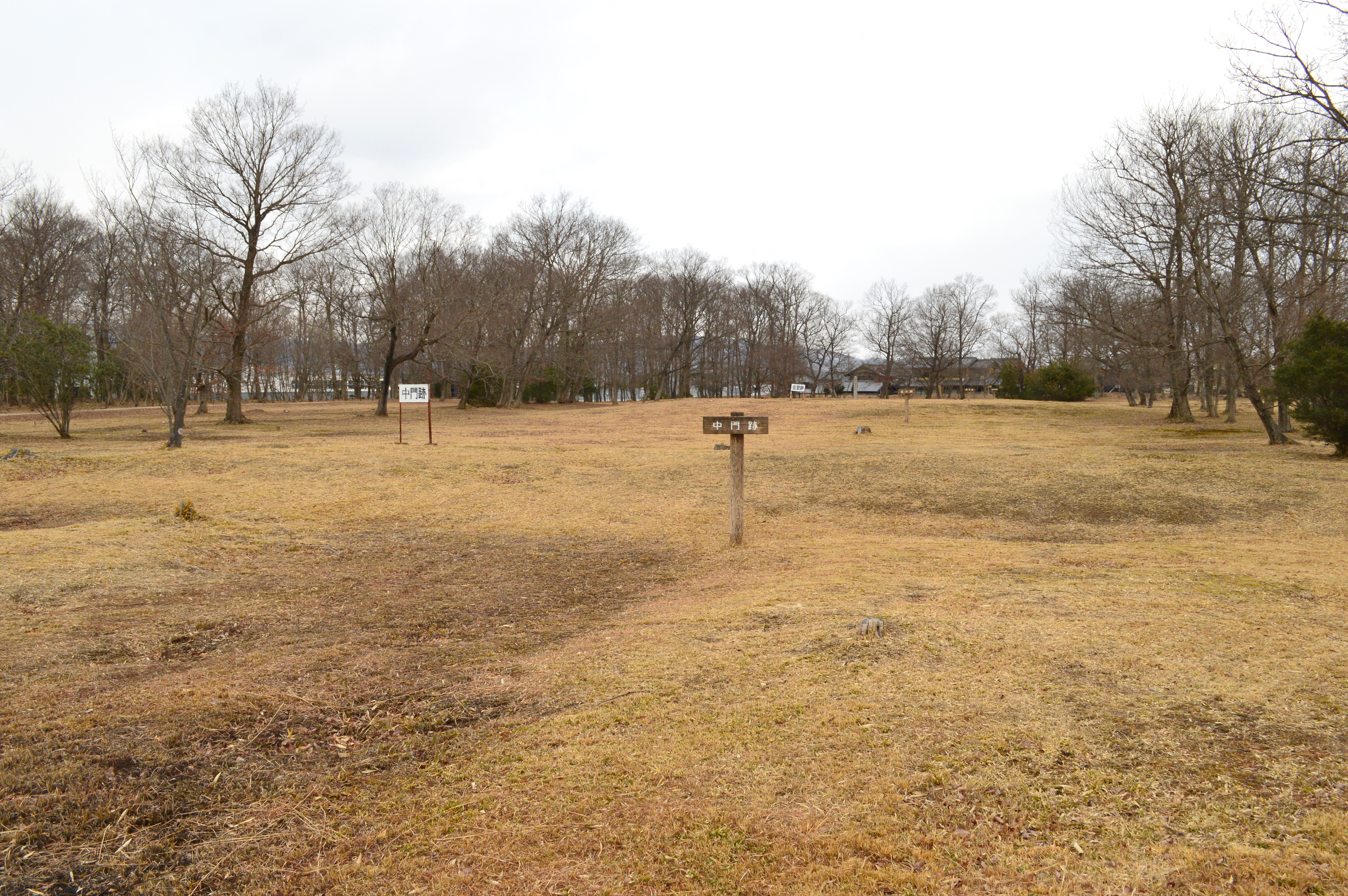
伊賀国分寺跡（伊賀市西明寺）

- 伊賀国分寺跡 （伊賀市西明寺字長者屋敷、北緯34度45分31.41秒 東経136度9分13.02秒 / 北緯34.7587250度 東経136.1536167度）
国の史跡。東大寺式伽藍配置で、推定寺域は東西約220メートル・南北約240メートル。上寺山国分寺（伊賀市坂之下）が後継を称する。
- 伊賀国分尼寺跡
国の史跡「長楽山廃寺跡」（伊賀市西明寺字長楽寺、北緯34度45分27.60秒 東経136度9分27.19秒 / 北緯34.7576667度 東経136.1575528度）に比定される。伽藍のうち金堂・講堂のみが検出されている。龍王山菊昌院法華寺が後継を称する。

### 神社
延喜式内社
『延喜式神名帳』には、大社1座1社・小社24座24社の計25座25社が記載されている（「伊賀国の式内社一覧」参照）。大社1社は以下に示すもので、名神大社ではない。
- 阿拝郡 敢国神社
  - 比定社：敢國神社（伊賀市一之宮）

総社・一宮以下
『中世諸国一宮制の基礎的研究』に基づく一宮以下の一覧。
- 総社：不詳
伊賀市府中に府中神社があるが、若宮八幡宮が明治以後に他神社と合祀されて改称したもので、総社ではないとされる。
- 一宮：敢國神社（伊賀市一之宮、北緯34度47分14.52秒 東経136度9分50.18秒 / 北緯34.7873667度 東経136.1639389度）
史料初見は『源平盛衰記』で、源範頼・源義経入京の際に伊賀国の「一宮南宮大菩薩」を拝したという。それより以前の1165年の史料には伊賀国の神社の筆頭として南宮社の記載が見え、これらが敢國神社に比定される。
- 二宮：小宮神社 （伊賀市服部町、北緯34度46分46.78秒 東経136度8分31.08秒 / 北緯34.7796611度 東経136.1419667度）
中世に小宮神社が二宮を称した記録はなく、近世以後の比定。伊賀国に二宮があったことは確かと見られる。
- 三宮：波多岐神社 （伊賀市土橋、北緯34度47分55.93秒 東経136度8分49.02秒 / 北緯34.7988694度 東経136.1469500度）
『伊賀記』（伝・北畠親房著）に「里人称之三宮。又号波太伎社之宇都可明神説見于上」とあるのが初見。

### 守護所
守護所は、「府中」「こふ」と呼ばれた現在の伊賀市の東条・西条あたりと想定されている。

### 安国寺・利生塔
- 安国寺 - 正平元年（1346年）、平等寺を安国寺に改めた（「三国地誌」）[5][6]
- 利生塔 - 楽音廃寺（三重県伊賀市佐那具町）に所在した。

## 地域

### 郡
- 阿拝郡
- 山田郡
- 伊賀郡
- 名張郡

### 江戸時代の藩
| 藩名       | 居城               | 藩主 |
| ---------- | ------------------ | --- |
| 伊賀上野藩 | 伊賀上野城         | 筒井定次（20万石、1600年～1608年）。改易により廃藩 |
| 津藩       | 伊賀上野城（城代） | 藤堂家（22万950石→27万950石→32万3950石→27万3950石→27万950石、1608年～1871年） 藤堂氏は、伊賀・伊勢2国を領有し、本城は伊勢津城であったが、伊賀上野城にも城代をおいていた。 |

## 人物

### 国司

#### 伊賀守
- 阿直敬
- 葛井人根
- 池田足床
- 六人部佐婆麻呂
- 陽侯令珍
- 久米子虫
- 葛井河守
- 伊勢子老
- 長尾金村
- 広田王
- 礪波志留志
- 尾張弓張
- 甘南備継成
- 賀茂大川
- 伊賀朝光
- 島田清田
- 平経盛
- 平知忠
- 橘成季
- 二条定高
- 源光清従五位上

#### 伊賀目
- 佐婆安麻呂
- 山部馬養
- 高屋某
- 都努長濱
- 平経盛

#### 伊賀史生
- 韓国佐美
- 大石大鯖
- 針間斐太麻呂

### 守護

#### 鎌倉幕府
- 1184年～1186年 - 大内惟義
- ?～1204年 - 山内首藤経俊
- 1204年～1205年 - 平賀朝雅
- 1247年～1275年 - 千葉頼胤
- 1275年～1312年 - 千葉胤宗
- 1312年～1333年 - 千葉貞胤

#### 室町幕府
- 1337年～1339年 - 仁木義直
- 1339年～? - 千葉貞胤
- 1340年 - 桃井直常
- 1342年～1343年 - 千葉貞胤
- 1346年～1347年 - 仁木義長
- 1347年～1350年 - 高師冬
- 1351年 - 千葉氏胤
- 1351年～? - 仁木義長
- 1352年～1353年 - 細川清氏
- 1353年～1360年 - 仁木義長
- 1365年～1380年 - 中条元威（長秀）
- ?～1433年 - 仁木国行
- 1433年～? - 山名時熙
- 1470年～1477年 - 仁木氏
- ?～1487年 - 仁木貞長
- 1491年 - 仁木氏

### 戦国大名
伊賀国には有力な戦国大名は誕生しなかった。当時伊賀は群雄割拠の状態で、守護として入国した仁木兵部少輔も柘植氏に討たれた。のち仁木氏が国人達によって追放された後、阿加、山田、阿拝の3郡は六角氏、名張郡は北畠氏によって間接的な支配が行われた。
天正9年（1581年）、直接的な支配を目指した北畠信意（織田信雄）により平定されている(天正伊賀の乱)。
- 織豊政権の大名
  - 織田信雄（居城は伊勢国松ヶ島城→尾張国清洲城）：阿加、名張、阿拝の3郡。実際の支配は家老の滝川雄利（伊賀守護）が行った（丸山城）。天正12年（1584年）、伊賀の領地を豊臣秀吉に割譲。
  - 織田信包（居城は伊勢国津城）：山田郡。
  - 筒井定次（伊賀上野城）：伊賀一国。天正13年（1585年）大和郡山より移封

### 武家官位としての伊賀守
- 江戸時代以前
  - 篠塚重広：新田義貞四天王
  - 仁木頼章：鎌倉時代後期から室町時代前期の武将。足利尊氏の執事
  - 畠山義隆：能登の戦国大名。畠山氏第11代当主
  - 鳥居忠吉：戦国時代の武将。松平氏の家臣・鳥居元忠の父
  - 和田惟政；戦国時代の武将
  - 筒井定次（従五位下、後に従四位下・侍従）：安土桃山時代の武将・大名。後に伊賀上野藩初代藩主
  - 長束直吉（従五位下）：安土桃山時代の武将、大名。長束正家の弟。
- 江戸時代下野壬生藩鳥居家
  - 鳥居忠恒（従四位下）：壬生藩鳥居家2代。出羽山形藩第2代藩主
  - 鳥居忠英（従五位下）：壬生藩鳥居家5代。能登下村藩主、近江水口藩主、下野壬生藩初代藩主。
  - 鳥居忠意（従五位下、後に従四位下・侍従）：壬生藩鳥居家7代。壬生藩第3代藩主
- 江戸時代信濃高遠藩内藤家
  - 内藤重頼（従四位下）：高遠藩内藤家5代。
  - 内藤頼卿（従五位下）：高遠藩内藤家7代。信濃高遠藩の第2代藩主
  - 内藤頼尚（従五位下）：高遠藩内藤家9代。高遠藩の第4代藩主
- 江戸時代尚庸系永井家
  - 永井尚庸（従四位下）： 尚庸系永井家初代。
  - 永井直敬（従五位下）： 尚庸系2代。下野烏山藩主、播磨赤穂藩主、信濃飯山藩主、武蔵岩槻藩初代藩主
  - 永井尚平（従五位下）： 尚庸系3代。岩槻藩第2代藩主。
  - 永井直陳（従五位下）： 尚庸系4代。岩槻藩第3代藩主、美濃加納藩初代藩主。
  - 永井尚備（従五位下）： 尚庸系5代。加納藩第2代藩主
  - 永井直旧（従五位下）： 尚庸系6代。加納藩第3代藩主
- 江戸時代伊賀守流藤井松平家
  - 松平忠晴（従五位下）：伊賀守流初代。駿河田中藩主、遠江掛川藩主、丹波亀山藩初代藩主。
  - 松平忠昭（従五位下）：伊賀守流2代。亀山藩第2代藩主
  - 松平忠周（従四位下）：伊賀守流3代。亀山藩第3代藩主、武蔵岩槻藩主、但馬出石藩主、信濃上田藩初代藩主・老中
  - 松平忠愛（従五位下）：伊賀守流4代。上田藩第2代藩主
  - 松平忠順（従五位下）：伊賀守流5代。上田藩第3代藩主
  - 松平忠済（従五位下）：伊賀守流6代。上田藩第4代藩主
  - 松平忠学（従五位下）：伊賀守流7代。上田藩第5代藩主
  - 松平忠固（従四位下）：伊賀守流8代。上田藩第6代藩主・老中
  - 松平忠礼（従五位下）：伊賀守流9代。上田藩第7代藩主
- 江戸時代越後黒川藩柳沢家
  - 柳沢保卓（従五位下）：第4代藩主
  - 柳沢信有（従五位下）：第5代藩主
  - 柳沢光被（従五位下）：第6代藩主
  - 柳沢光昭（従五位下）：第7代藩主
- 江戸時代出羽本荘藩六郷家
  - 六郷政勝（従五位下）：第2代藩主
  - 六郷政晴（従五位下）：第4代藩主
  - 六郷政長（従五位下）：第5代藩主
- 江戸時代その他
  - 秋元喬房（従五位下）：武蔵川越藩第2代藩主
  - 井伊直存（従五位下）：越後与板藩第4代藩主
  - 板倉勝重（従五位下）：板倉家宗家初代。江戸町奉行、京都所司代
  - 板倉勝静（従五位下）：板倉家宗家13代。備中松山藩第7代藩主。老中首座
  - 木下俊治（従五位下）：豊後日出藩第2代藩主
  - 木下俊在（従五位下）：豊後日出藩第5代藩主
  - 桑山元晴（従五位下）：大和御所藩初代藩主
  - 真田信利（従五位下）：上野沼田藩初代藩主
  - 土井利寛（従五位下）：越前大野藩第3代藩主
  - 戸田氏長（従四位下）：美濃大垣藩第5代藩主
  - 戸田忠盈（従五位下）：下野宇都宮藩第3代藩主、肥前島原藩初代藩主
  - 内藤忠重（従五位下）：志摩鳥羽藩初代藩主
  - 土方雄隆（従五位下）：陸奥窪田藩第3代藩主
  - 森川重政（従五位下）：下総生実藩第2代藩主
  - 分部嘉治（従五位下）：近江大溝藩第2代藩主

## 伊賀国の合戦
- 1184年：三日平氏の乱 (平安時代)、源氏（大内惟義） x 平家（平家継）
- 1204年：三日平氏の乱 (鎌倉時代)、鎌倉幕府軍（平賀朝雅） x 平家（若菜五郎）
- 1579年：第一次天正伊賀の乱、伊賀衆（藤林長門守、百地丹波、滝野吉政等） x 織田信雄
- 1581年：第二次天正伊賀の乱、織田信長軍（織田信雄、丹羽長秀、滝川一益、蒲生氏郷、筒井順慶、浅野長政、堀秀政等） x 伊賀衆
  - 比自山城の戦い
- 1600年：上野城の戦い、西軍(毛利秀元、新庄直頼他) x 東軍(筒井定次)
- 1876年：伊勢暴動、一揆軍 x 官軍

## 地理
- 川：柘植川、服部川、木津川、名張川
- 盆地：上野盆地